# 傑克·H·盧卡斯號驅逐艦
杰克·H·卢卡斯号驱逐舰（DDG-125）是一艘阿利·伯克级驱逐舰，是伯克级Flight III批次的第一艘，也是该级舰的第75艘。其命名取自当时的海军陆战队一等兵、后来的美国陆军上尉杰克林·H·卢卡斯（Jacklyn H. Lucas）杰克林·卢卡斯曾是荣誉勋章的获得者。2016年9月17日，海军部长雷·马布斯公布了该舰的命名。

## 建造
杰克·H·卢卡斯号于2021年6月4日下水，2022年3月26日洗礼。该舰于2023年10月7日服役，服役仪式在佛罗里达州坦帕举行。

## 服役历史
2022年12月12日，杰克·H·卢卡斯号离开英格尔斯造船厂进行了为期三天的海试，然后于2022年12月15日返回港口。
2023年6月27日，美国海军从英格尔斯造船厂正式接收了杰克·H·卢卡斯号。该舰在交付后又在帕斯卡古拉停留了120天，以便船员能够登船。
2023年9月26日，杰克·H·卢卡斯号离开英格尔斯造船厂前往母港加利福尼亚州的圣迭戈，途中在佛罗里达州停留。于2023年10月7日在坦帕湾服役。

## 舰名出处

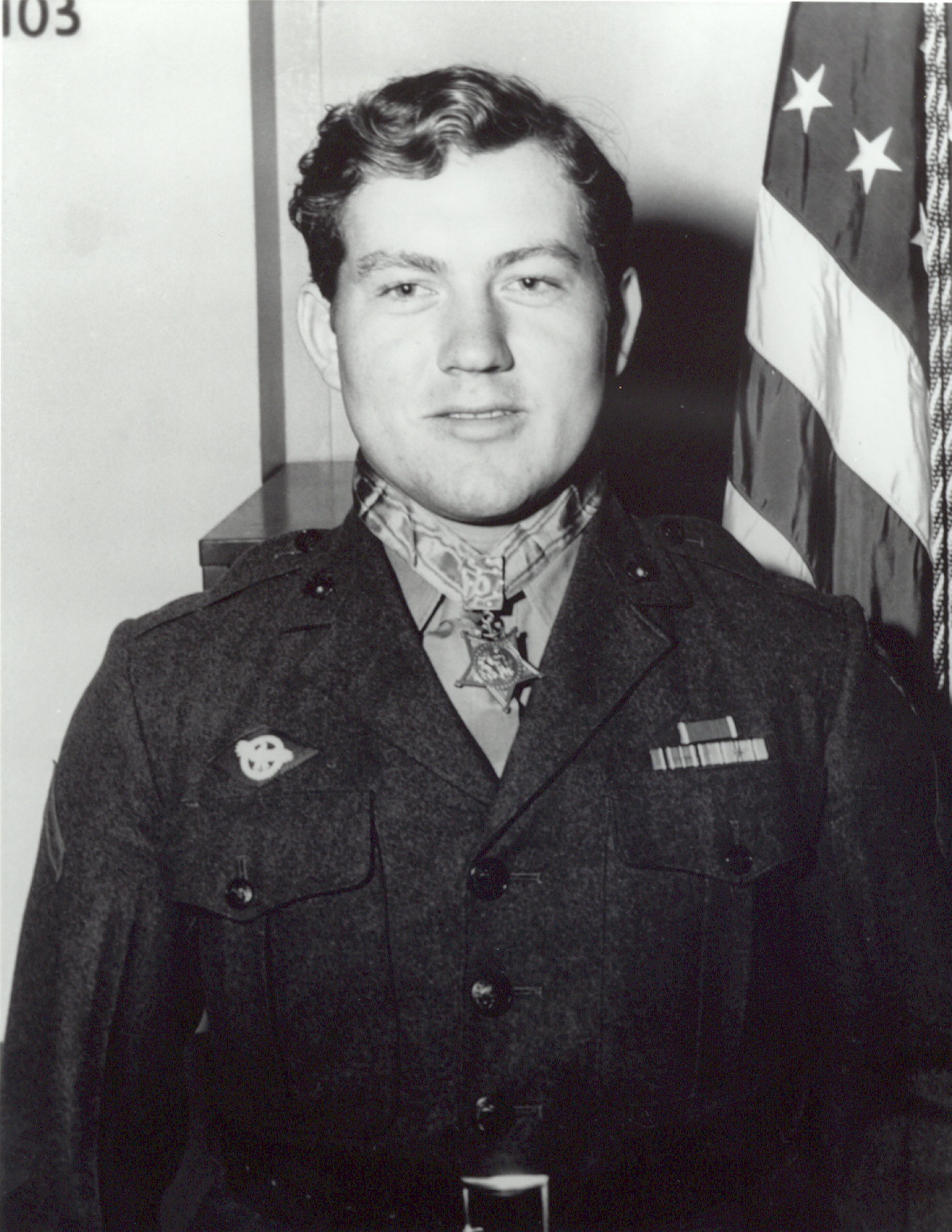
杰克琳·H·卢卡斯

杰克琳·哈罗德·“杰克”·卢卡斯（1928-2008）是一名美国海军陆战队员，后来成为美国陆军空降兵军官，17岁时因其在硫磺岛战役中的表现而获得荣誉勋章。他也是二战中因英勇表现而获得美国最高军事勋章的最年轻的海军陆战队员和最年轻的军人。1997年，硫磺岛号（LHD-7）龙骨奠基时，卢卡斯将他的荣誉勋章放在了船上，至今仍封存在那里。

## 图集

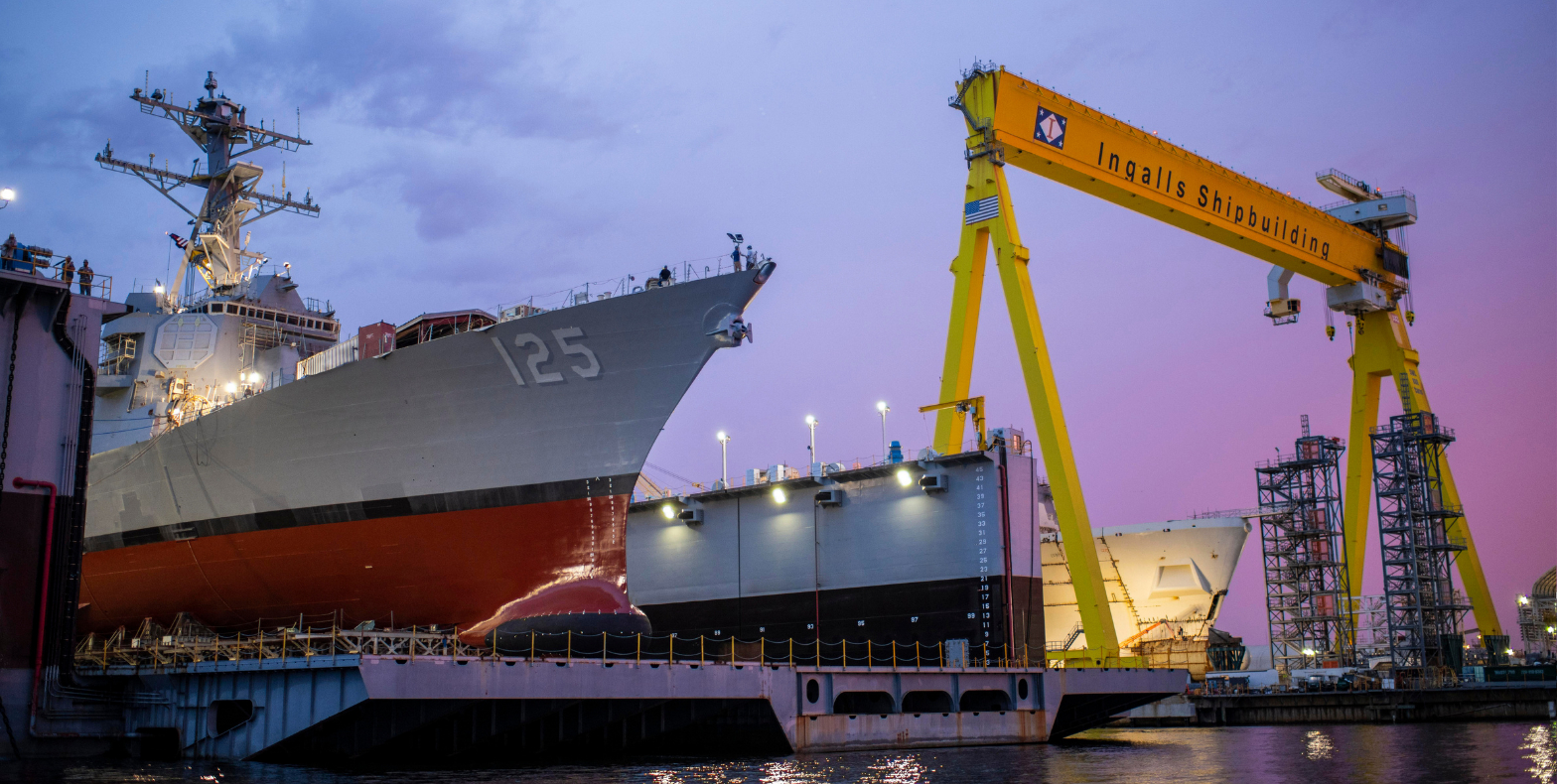
杰克·H·卢卡斯号下水前停在英格尔斯船厂的干船坞中
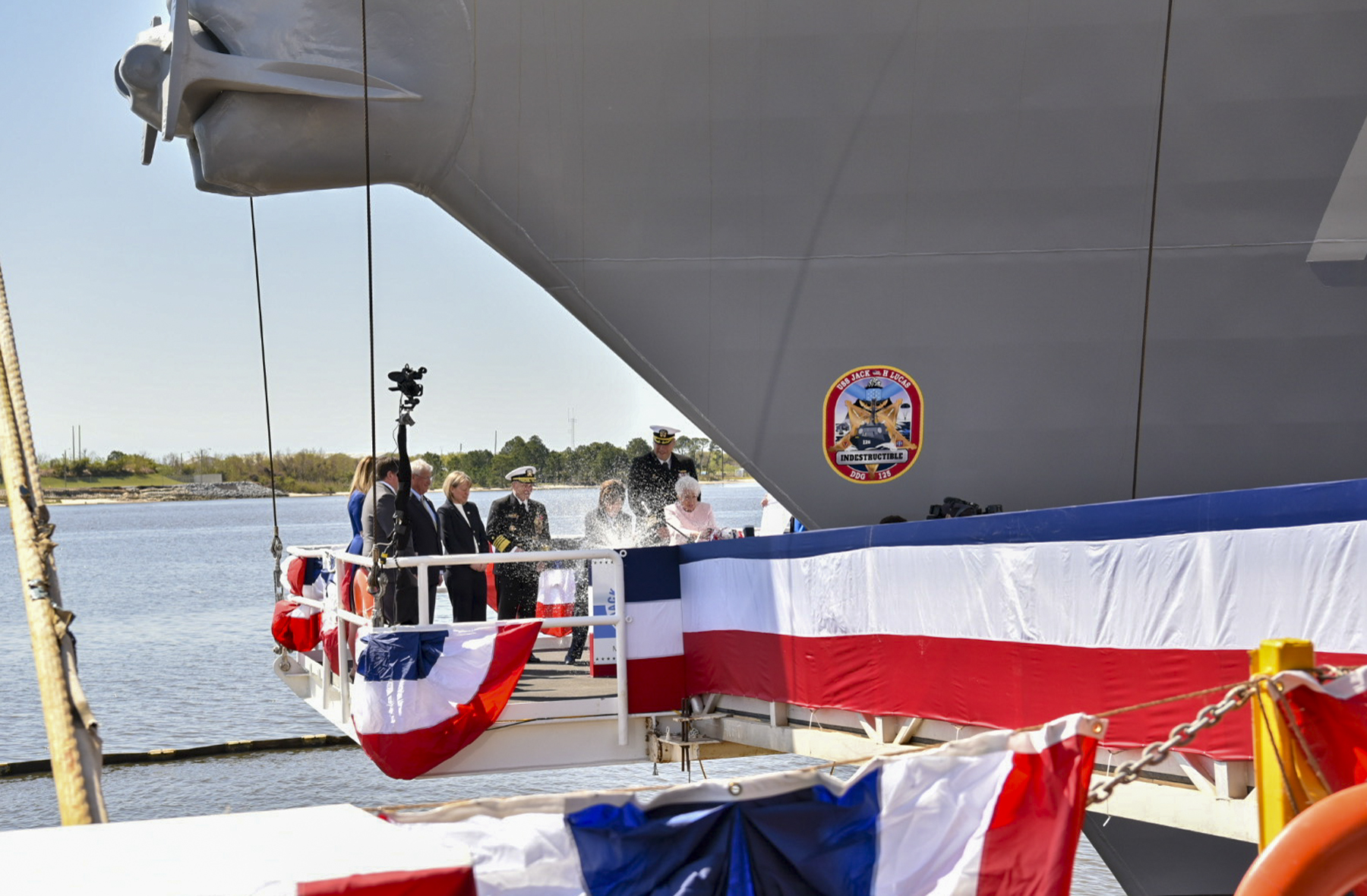
在杰克·H·卢卡斯号命名仪式上，一个水瓶被砸向船体
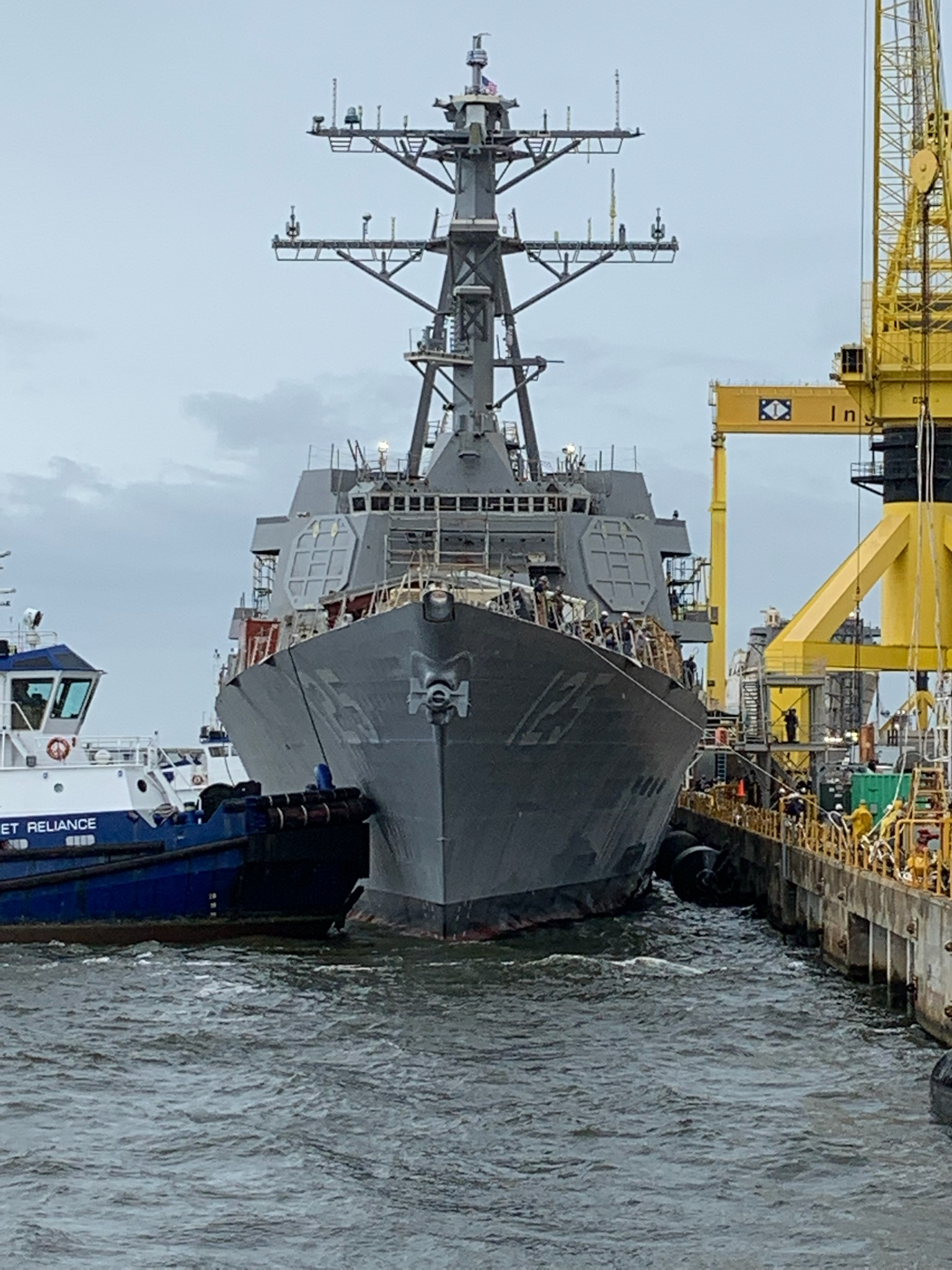
杰克·H·卢卡斯刚刚下水